# Jakubovany (okres Sabinov)
Jakubovany (maďarsky Magyarjakabfalva, německy Ungarischjakobsdorf) jsou obec na Slovensku v okrese Sabinov. 
Žije zde 947 obyvatel. V roce 2011 zde žilo 937 obyvatel. První písemná zmínka o obci pochází z roku 1314. V obci stojí původně gotický, nyní barokní až secesní s prvky klasicismu, kostel sv. Vavřince z konce 13. století.

## Poloha
Obec se nachází 16 km severně od Prešova. Katastr obce se rozprostírá na jižním úpatí pohoří Čergov v Šarišské vrchovině, v údolí Jakubovanského potoka, který se poblíž Sabinova vlévá do Torysy.
V roce 1995 byla v blízkosti obce vybudována vodní nádrž, která je v pěkném prostředí s možností aktivního odpočinku a sportovního rybolovu.